# Baldichieri d'Asti
Baldichieri d'Asti är en ort och kommun i provinsen Asti i regionen Piemonte i Italien. Kommunen hade 1 135 invånare (2018).